# El diablo (Lied)
El Diablo (spanisch für Der Teufel) ist ein Popsong, mit dem die griechische Sängerin Elena Tsagrinou Zypern beim Eurovision Song Contest 2021 in Rotterdam vertreten hat. Er wurde von Jimmy Thornfeldt, Laurell Barker, Cleiton Sia, sowie Thomas Stengaard geschrieben.

## Hintergrund und Produktion
Am 25. November 2020 gab die zyprische Rundfunkanstalt CyBC bekannt, dass Tsagrinou Zypern beim kommenden Eurovision Song Contest in Rotterdam vertreten werde. Thomas Stengaard, welcher als Komponist den Eurovision Song Contest 2013 mit Only Teardrops gewann, schrieb den Titel zusammen mit Laurell Barker, welche als einzige Komponistin drei Grand-Prix-Titel im Jahr 2019 schrieb. Außerdem waren Jimmy Thornfeldt und Cleiton Sia an der Komposition beteiligt.

## Musik und Text
Laut des zyprischen Rundfunks handle der Titel von der Liebe zu einer Person, die so böse wie der Teufel („El Diablo“) sei. Das Lied handele vom ewigen Kampf zwischen Gut und Böse. Die problematische Beziehung sei mit dem Stockholm-Syndrom zu erklären. Dennoch suche die Frau nach Wegen, in die Freiheit zu gelangen. Der Titel solle als Inspiration für Menschen dienen, welche ähnliche Situationen durchlebten. Neben dem titelgebenden spanischen „diablo“ enthält der Pre-Chorus weitere spanische Phrasen. Gegen Ende des Liedes wird die Sängerin von einem Kinderchor, welcher „I love El Diablo“ („Ich liebe El Diablo“) singt, im Hintergrund begleitet.

## Beim Eurovision Song Contest
Die Europäische Rundfunkunion kündigte am 17. November 2020 an, dass die für den 2020 abgesagten Eurovision Song Contest ausgeloste Startreihenfolge beibehalten werde. Zypern trat somit im ersten Halbfinale in der zweiten Hälfte am 18. Mai 2021 an. Die Choreografie soll von Marvin Dietmann entwickelt werden. Am 30. März gab der Ausrichter bekannt, dass Zypern Startnummer 8 erhalten hat. Das Land konnte sich im Halbfinale für das am 22. Mai stattfindende Finale qualifizieren.
Im Finale erreichte das Lied den 16. Platz mit insgesamt 94 Punkten. Von der Jury erhielt es 50 Punkte und war damit auf Platz 16, durch das Televoting bekam es 44 Punkte hinzu und schaffte es somit bei den Zuschauern auf den 15. Rang.

## Rezeption
Kurz nach der Veröffentlichung des Titels wurde eine Online-Petition gestartet, welche den zyprischen Rundfunk aufforderte, den Titel aus dem Wettbewerb zurückzuziehen. Der Titel sei aus Sicht von Christen skandalös. Der Rundfunk habe zudem mehrere Drohanrufe erhalten. Weiterhin sei ein Mann in das Rundfunkgebäude von CyBC eingedrungen, habe Angestellte beschimpft sowie den Titel aufgrund vermeintlicher satanischer Konnotationen als Affront gegen das Christentum bezeichnet. Der zyprische Beitrag stand zudem in der Kritik, da das dazugehörige Video große Ähnlichkeiten zum Musikvideo des Titels Love Me Land der schwedischen Popsängerin Zara Larsson aufweist.
Der deutsche Fanblog ESC Kompakt schreibt, Zypern habe „Gefallen daran gefunden […] gut aussehende Sängerinnen mit einer Uptempo-Nummer zum ESC zu schicken“. Kritisiert wurde eine angebliche Ähnlichkeit zum Lady-Gaga-Titel Bad Romance und früheren zyprischen Eurovisions-Titeln.

## Veröffentlichung
El Diablo wurde erstmals am 24. Februar 2021 auf CyBC vorgestellt. Das Musikvideo wurde unter der Regie von Giorgiou Mpenioudaki gedreht. Die Choreografie stammt von Chali Jennings. Am 27. Februar erfolgte die Veröffentlichung auf YouTube, am Tag darauf erschien der Titel als Musikstream.

## Chartplatzierungen
| ChartsChartplatzierungen     | Höchstplatzierung | Wochen |
| ---------------------------- | ----------------- | ------ |
| Vereinigtes Königreich (OCC) | 86 (1 Wo.)        | 1      |